# 2015年歐洲運動會賽普勒斯代表團
賽普勒斯預計將參加2015年6月12日至28日在亞塞拜然巴庫舉行的2015年歐洲運動會。

## 體操

### 競技體操
- 女子個人 – 1個參賽配額